# Lestes quercifolia
Lestes quercifolia är en trollsländeart som beskrevs av Selys 1878. Lestes quercifolia ingår i släktet Lestes och familjen glansflicksländor. IUCN kategoriserar arten globalt som livskraftig. Inga underarter finns listade i Catalogue of Life.